# Oh Sang-jin
Oh Sang-jin (hangul: 오상진; Ulsan, 15 de febrero de 1980) es un locutor, presentador y actor surcoreano.

## Biografía
Es hijo de Oh Ui-jong y Jin Su-yeon, tiene un hermano llamado Oh Min-jeong.
Estudió en la Universidad Yonsei.
En 2015 comenzó a salir con la presentadora y actriz surcoreana Kim So-young, la pareja se casó el 5 de mayo de 2017. En marzo del 2019 la pareja anunció que estaban esperando a su primer bebé juntos, y en septiembre del mismo año le dieron la bienvenida su primera hija.

## Carrera
En febrero del 2017 se convirtió en el primer anunciador en firmar bajo la agencia "YG Entertainment".
Es miembro del sindicato de reporteros de Corea del Sur.
En 2011 tuvo una aparición especial en la serie The Greatest Love donde interpretó al presentador del programa de música durante el primer episodio.
En el 2012 obtuvo un pequeño papel en la película The Traffickers donde dio vida a uno de los reporteros en la estación de la policía.
En julio del 2013 se unió al programa de baile Dancing 9 donde fue presentador hasta el final en junio del 2015.
En diciembre del mismo año se unió al elenco recurrente de la serie My Love from the Star donde interpretó a Yoo Seok, un entusiasta y joven fiscal, y el hermano mayor de Yoo Se-mi (Yoo In-na).
En el 2014 dio vida a un presentador en la película Venus Talk.
Ese mismo año obtuvo una pequeña aparición en la serie Big Man donde dio vida a un presentador de noticias.
El 21 de noviembre del mismo año se unió al elenco recurrente de la serie Sweden Laundry donde interpretó a Kim Eun-chul, un hombre brillante pero sin empleo, que estudia todo el día, hasta el final de la serie el 6 de marzo de 2015.
Ese mismo mes interpretó al magistrado Sa Ddo en la miniserie The Diary of a Resentful Woman.
Apareció como invitado en el popular programa de variedades Running Man donde formó parte del equipo "The Upper Village Gang" junto a Yoo Jae-suk, Ha-ha, Cho Jin-woong y Kim Sung-kyun durante el episodio n.º 217
En enero del 2015 se unió al elenco principal de la serie The Family Is Coming donde interpretó a Jung Joon-ah, hasta el final de la serie en marzo del mismo año.
Ese mismo año interpretó al presentador del programa "K-pop Live Show" en el duodécimo episodio de la serie Persevere, Goo Hae-ra.
También apareció en el drama What Do Ghosts Do? donde dio vida a Seo Joon-hyuk, un doctor de neuropsiquiatría.
El 9 de octubre de 2017 se unió al elenco principal de la serie 20th Century Boy and Girl donde interpretó al abogado Kang Kyung-suk, hasta el final de la serie el 28 de noviembre del mismo año.

## Filmografía

### Series de televisión
| Año         | Título                                            | Personaje               | Notas        |
| ----------- | ------------------------------------------------- | ----------------------- | ------------ |
| 2020        | How Are U Bread                                   | -                       | 5 episodios  |
| 2018        | YG Future Strategy Office                         | -                       | ep. #2       |
| 2017        | 20th Century Boy and Girl                         | Kang Kyung-suk          | 32 episodios |
| 2016        | How Are You Bread                                 | -                       |              |
| 2015        | Drama Special - "What Do Ghosts Do?"              | Dr. Seo Joon-hyuk       |              |
| 2015        | Persevere, Goo Hae-ra                             | Oh Sang-jin             | ep. #12      |
| 2015        | The Family Is Coming                              | Jung Joon-ah / James    | 20 episodios |
| 2014 - 2015 | Sweden Laundry                                    | Kim Eun-chul            |              |
| 2014        | Drama Festival - "The Diary of a Resentful Woman" | Sa Ddo                  |              |
| 2014        | Big Man                                           | Presentador de Noticias |              |
| 2013 - 2014 | My Love from the Star                             | Yoo Seok                |              |
| 2013        | Drama Festival - "Boy Meets Girl"                 | -                       |              |
| 2011        | The Greatest Love                                 | Presentador             | ep. #1       |
| 2010        | High Kick Through The Roof                        | Park Ji-sung            | ep. #107     |
| 2008 - 2009 | Here He Comes                                     | Oh Sang-jin             |              |
| 2008        | Kokkiri (Elephant)                                | Kang Kyung-suk          | ep. #73      |
| 1999        | Love In 3 Colors                                  | -                       |              |
| 1996        | LA Arirang                                        | -                       |              |
| 1995        | West Palace                                       | -                       |              |

### Películas
| Año  | Título          | Personaje   | Notas                                                                                     |
| ---- | --------------- | ----------- | ----------------------------------------------------------------------------------------- |
| 2014 | Venus Talk      | Presentador | junto a Uhm Jung-hwa, Moon So-ri, Jo Min-su, Lee Geung-young, Lee Sung-min y Lee Jae-yoon |
| 2012 | The Traffickers | Reportero   | junto a Im Chang-jung, Choi Daniel, Oh Dal-su y Jo Yoon-hee                               |

### Apariciones en programas
| Año             | Título                                     | Notas                                                    |
| --------------- | ------------------------------------------ | -------------------------------------------------------- |
| 2019 - presente | Seoul Mate 3                               | miembro                                                  |
| 2018            | The Return of Superman                     | (ep. #227–233) - narrador                                |
| 2017            | Newlywed Diary 2                           | miembro - junto a Kim So-young                           |
| 2017            | Section TV                                 | invitado - junto a Kim So-young                          |
| 2016            | Knowing Bros                               | Ep. #14 - invitado - junto a Lee Chun-soo y Lee Sang-min |
| 2014 - 2015     | Always Cantare                             | 11 episodios - miembro                                   |
| 2014            | Running Man                                | Ep. #217 - invitado                                      |
| 2014            | Off To School                              | 5 episodios - (Ep. #10-14) - miembro                     |
| 2013            | Thank You                                  | invitado - junto a Eun Ji-won, y Uhm Hong Gil            |
| 2011            | Dancing with the Stars (댄싱 위드 더 스타) | concursante                                              |

### Presentador
| Año                | Programa                                        | Notas                                                      |
| ------------------ | ----------------------------------------------- | ---------------------------------------------------------- |
| 2019 - presentador | Vocal Play Season 2: Campus Music Olympiad      | junto a Yoo Se-yoon                                        |
| 2017               | Freestyle Rankers 19                            | junto a Jun Hyun-moo y Han Suk-joon                        |
| 2015               | 8th Korea Drama Awards                          | junto a Sooyoung                                           |
| 2014               | Korea Drama Awards                              | junto a Kang So-ra                                         |
| 2014               | Miss Korea Pageant                              | junto a Sooyoung                                           |
| 2014               | 3rd Gaon Chart K-Pop Awards                     | junto a Yuri                                               |
| 2014               | 28th Golden Disk Awards                         | junto a Min-ho, Jung Yong-hwa, Doo-joon, Taeyeon y Tiffany |
| 2013 - 2014        | Dancing 9                                       |                                                            |
| 2013               | Herald-Donga TV Lifestyle Awards                |                                                            |
| 2013               | 6th Korea Drama Awards                          | junto a Park Subin                                         |
| 2013               | The Grand Battle of Hansik                      | [ 23 ]                                                     |
| 2013               | Campus Debate Battle - Season 4                 |                                                            |
| 2013               | Miss Korea's Secret Garden                      |                                                            |
| 2013               | Absolute Man - Season 3                         |                                                            |
| 2013               | 49th Baeksang Arts Awards                       | junto a Joo Won y Kim Ah-joong                             |
| 2007 - 2012        | Find! Delicious TV                              |                                                            |
| 2006 - 2012        | Complaint Zero                                  |                                                            |
| 2011 - 2012        | Star Audition: Birth of a Great Star - Season 2 |                                                            |
| 2011               | Girls' Generation’s Christmas Fairy Tale        |                                                            |
| 2011               | 3rd Incheon Korean Music Wave                   | junto a Yuri y Tiffany                                     |
| 2011               | Minute to Win It (사소한 도전 60초)             |                                                            |
| 2011               | New Recruit                                     |                                                            |
| 2010 - 2011        | Miracle                                         |                                                            |
| 2010               | Quiz Show Rainbow                               |                                                            |
| 2010               | Youth Alkkagi Competition                       |                                                            |
| 2010               | Real Match! National Athlete High Kick          |                                                            |
| 2010               | 2nd Incheon Korean Music Wave                   | junto a Yuri y Tiffany                                     |
| 2010               | Show! Music Core                                |                                                            |
| 2010               | Star Dance Battle                               | junto a Hwang Jung-eum, Kim Na-young y Shin Bong-seon      |
| 2009               | Star Secrets                                    |                                                            |
| 2009               | 1st Incheon Korean Music Wave                   |                                                            |
| 2008 - 2009        | Never Ending Story                              |                                                            |
| 2007 - 2009        | Fantasy Couple                                  |                                                            |
| 2008               | 7th Korean Film Awards                          |                                                            |
| 2008               | 26th MBC Creative Children's Song Festival      |                                                            |
| 2007 - 2008        | Let's Play Economy                              |                                                            |
| 2006 - 2007        | Learn Word                                      |                                                            |
| 2006               | Search King                                     |                                                            |
| 2006               | Topics On Focus Live                            |                                                            |
| 2006               | Morning Show! with Choi Yoon-young and Four Men |                                                            |

### Comentador y narrador
| Año  | Programa                                            | Notas      |
| ---- | --------------------------------------------------- | ---------- |
| 2012 | Idol Star Athletics-Swimming Championships          | comentador |
| 2011 | Idol Star Athletics Championships                   | comentador |
| 2011 | Seoul Metropolitan Youth Orchestra: Summer Classics | narrador   |

### DJ
| Año         | Programa                         | Notas               |
| ----------- | -------------------------------- | ------------------- |
| 2009 - 2011 | Good Morning FM with Oh Sang-jin | MBC FM4U (estación) |

## Elogios
| Año  | Título                                                                | Notas      |
| ---- | --------------------------------------------------------------------- | ---------- |
| 2009 | Commendation from the Secretary of the Ministry of Health and Welfare | Recipiente |
| 2007 | Andre Kim Best Star Award                                             | Recipiente |

## Premios y nominaciones
| Año  | Categoría                                    | Premio                   | Trabajo        | Resultado |
| ---- | -------------------------------------------- | ------------------------ | -------------- | --------- |
| 2011 | Special Award, News/Current Affairs Category | MBC Entertainment Award  | Complaint Zero | Ganó      |
| 2009 | Special Award, TV Announcer Category         | MBC Drama Award          | -              | Ganó      |
| 2007 | Best Dressed, Broadcasting Category          | Korea Best Dressed Award | -              | Ganó      |
| 2007 | Best Announcer                               | MBC Entertainment Award  | -              | Ganó      |
| 2006 | Best Male Newcomer in a Variety Show         | MBC Entertainment Award  | -              | Ganó      |